# كتائب الشهيد عبد القادر الحسيني
كتائب الشهيد عبد القادر الحسيني، مجموعة عسكرية فلسطينية وهي أحد الأجنحة العسكرية التابعة لحركة التحرير الوطني الفلسطيني (فتح).